# Theaterproducent
Een theaterproducent is een persoon die (of bedrijf dat) de leiding heeft over een theaterproductie (zoals een toneelstuk of musical) en zorgt voor financiële middelen en rechten voor uitvoeringen.
In de Verenigde Staten (onder andere op Broadway) en Groot-Brittannië (op West End) wordt deze persoon altijd aangeduid als producer, terwijl er in Nederland veel verschillende titels voor bestaan.
Een producer kan bijgestaan worden door een of meer associate producers, die ook (door middel van investeerders) geld bijdragen en daarvoor in ruil enige inspraak in een productie krijgen. Direct onder de producer werken de general manager (zakelijke leiding van een productie) en production manager (productionele leiding van een productie) van een theaterproductie.
In Nederland wordt een producer aangeduid als producent, de general manager wordt in Nederland vaak executive producer genoemd en de production manager meestal associate producer. In vergelijking met de Amerikaanse functietitels zijn deze laatste twee Nederlandse functienamen dus eigenlijk verkeerd gekozen (de term executive producer is afkomstig uit de film- en tv-wereld). Andere gangbare titels in Nederland zijn "uitvoerend producent" voor de general manager en "productieleider" voor de production manager.
Succesvolle Broadway-producenten zijn:
- Harold Prince (West Side Story, Fiddler on the Roof, Cabaret, Company, Follies)
- Frederic B. Vogel (Marlene)
- David Binder (A Raisin in the Sun, De La Gaurda)
- Michael David (Jersey Boys, 42nd Street, Titanic, Dracula, Footloose, The Who's Tommy)
- Kevin McCollum (Rent, Avenue Q)
- Daryl Roth (Who's afraid of Virginia Woolf?)
- Elizabeth Williams (Crazy for You)

Succesvolle West End-producers zijn:
- Cameron Mackintosh (Nederlandse versies van onder andere Les Miserables, Miss Saigon en The Phantom of the Opera)

Succesvolle Nederlandse theaterproducenten zijn:
- Van den Ende Theaterproducties (Nederlandse versies van onder andere 42nd Street, Titanic, Evita, Les Miserables, Saturday Night Fever, Chicago, The Lion King en Tarzan)
- Albert Verlinde Entertainment (Nederlandse versies van onder andere Flashdance, Sonneveld, Fame, Grease en Footloose)